# باشگاه والیبال شهروند اراک
باشگاه والیبال شهروند اراک یک باشگاه والیبال ایرانی است که در سال ۱۳۹۷ در اراک تأسیس شد. این تیم هم‌اکنون در لیگ برتر والیبال ایران بازی می‌کند.